# Přemyslovice
Přemyslovice (německy Premislowitz) jsou obec v okrese Prostějov v Olomouckém kraji. Leží asi 16 kilometrů severozápadně od Prostějova a asi 23 kilometrů západně od Olomouce. Žije zde přibližně 1 200 obyvatel. Součástí obce je i vesnice Štarnov.

## Poloha
Obec se rozprostírá v jižní části Zábřežské vrchoviny v údolí Přemyslovského potoka, který pramení na stráni nad obecním úřadem a vlévá se u Kandie do Pilávky, a ta u Náměště na Hané do Šumice. Vesnice je budována podél silnice II. třídy č. 366 z Prostějova do Konice (tzv. horní konec) a podél silnice na Pěnčín (dolní konec). Nejvyššími body jsou Buček (482 m n. m.) a Strážná (427 m n. m.).

## Historie

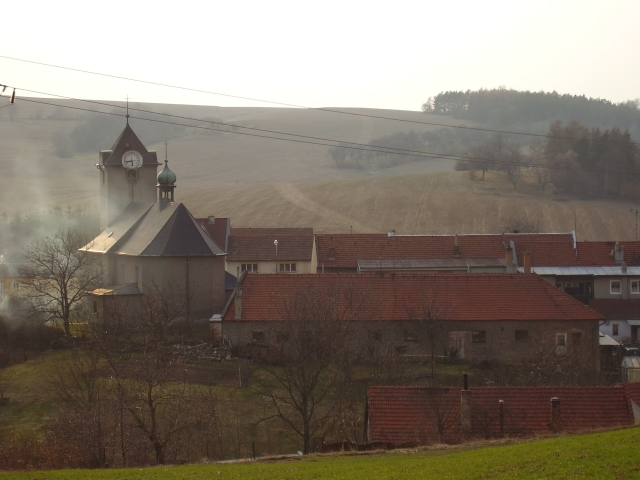
Kostel Všech svatých

Přemyslovice patří mezi nejstarší obce na Moravě. Někdy v půli 13. století byla pojmenována podle vládnoucího markraběte ze stejnojmenné české dynastie - Přemyslovice. Bylo to v době, kdy kynula naděje na upevnění hegemonie rodu Přemyslovců uprostřed Evropy. Ale dříve než vstoupilo hrdé jméno vsi Přemyslovice písemným aktem do historického povědomí, končila sláva jeho nositelů 4. srpna 1306 smrtí jeho posledního mužského potomka Václava III. na olomouckém hradě. A tak zůstaly moravské Přemyslovice jediným památníkem jména první české dynastie na území České republiky.
V nejstarších písemných zprávách má název obce podle dobových zvyklostí různé tvary : PRIMISLAUICZ i PRIMISLAWS (v téže listině r. 1309). Nejstarší hanakizovaný tvar jména obce je v listině Sulika z Konice z r.1374 - PRZEMESLOWICZ. V zemských deskách olomouckých je ojediněle uveden i tvar VLRICHSDORF (1387) čteno Ulrichsdorf (Oldřichova ves). V nich je však mezitím i tvar PRIEMYSLAWICZ (1386) a dále již jen tvar od jména Přemysl: PRZEMYSLAWICZ (1446) a konečně také ves VES PRZEMYSLOWICZE (1497).
Také nejstarší obecní pečeť má v kruhu legendu: • PECZET • DIEDINI • PRZEMESLOWICZ • 1686 a do názvu vyrůstá z půlvěnce vystupující postava větce (snad sedícího), po jehož pravé ruce je palmový list, ve spodní oddělené polovině obrazu v menším půlvěnci stojí jehličnatý strom.
Přemyslovice byly za feudalismu součástí konického a později laškovského panství. Majiteli Přemyslovic byli v 15. století páni ze Švábenic, v 16. století a na počátku 17. století Šarovci ze Šarova, v letech 1612–1619 Bohuš Kokorský z Kokor, následně Balthazar Vetter, hrabě z Lilie. Roku 1659 zakoupil přemyslovický statek klášter Hradisko u Olomouce. Později připadly Přemyslovice opět panství konickému. Panský dvůr přemyslovický byl r.1786 rozparcelován. Parcelací vznikla i obec Nové Sady, která byla přičleněna k obci Přemyslovice v roce 1927.
Po roce 1848, kdy byla zrušena patrimoniální správa, byla zřízena okresní hejtmanství. V letech 1850–1855 a 1868–1945 byla sídlem okresní politické správy Litovel, pak tamější ONV. Sídlem soudního okresu v letech 1850–1948 byla Konice, která v letech 1855–1868 byla zároveň sídlem okresního úřadu. Po opakovaných požadavcích občanů byly Přemyslovice dnem 1. 1. 1951 přičleněny k ONV Prostějov.
V r. 1960 se stala součástí obce také osada Štarnov, dříve Hvězdov, která vznikla v r.1786.

## Obyvatelstvo

### Struktura
Vývoj počtu obyvatel za celou obec i za jeho jednotlivé části uvádí tabulka níže, ve které se zobrazuje i příslušnost jednotlivých částí k obci či následné odtržení.
| Místní části   | Místní části      | 1869 | 1880 | 1890 | 1900 | 1910 | 1921 | 1930 | 1950 | 1961 | 1970 | 1980 | 1991 | 2001 | 2011 |
| -------------- | ----------------- | ---- | ---- | ---- | ---- | ---- | ---- | ---- | ---- | ---- | ---- | ---- | ---- | ---- | ---- |
| Počet obyvatel | část Přemyslovice | 1624 | 1673 | 1673 | 1604 | 1720 | 1644 | 1809 | 1565 | 1560 | 1519 | 1415 | 1318 | 1270 | 1272 |
| Počet domů     | část Přemyslovice | 282  | 296  | 311  | 313  | 317  | 326  | 385  | 446  | 420  | 434  | 408  | 474  | 469  | 483  |

## Pamětihodnosti

### Kostel Všech svatých
Farní kostel Všech svatých stojící uprostřed hřbitova měl všechny znaky starých románských vesnických kostelíků. Pravděpodobný vznik původní stavby lze řadit do poloviny 13. století. Byl postaven z lomového kamene. V roce 1933 byl zcela opraven a vymalován. Interiér získal krásnou malbu Jana Kohlera. Nad hlavním oltářem je umístěn obraz Všech svatých. Jedná se o olej na plátně, jehož autorem je profesor František Bsirský a je datován roku 1866. Hřbitov kolem kostela později zrušen a vytvořen na nedaleké stráni pod vrchem Strážná.

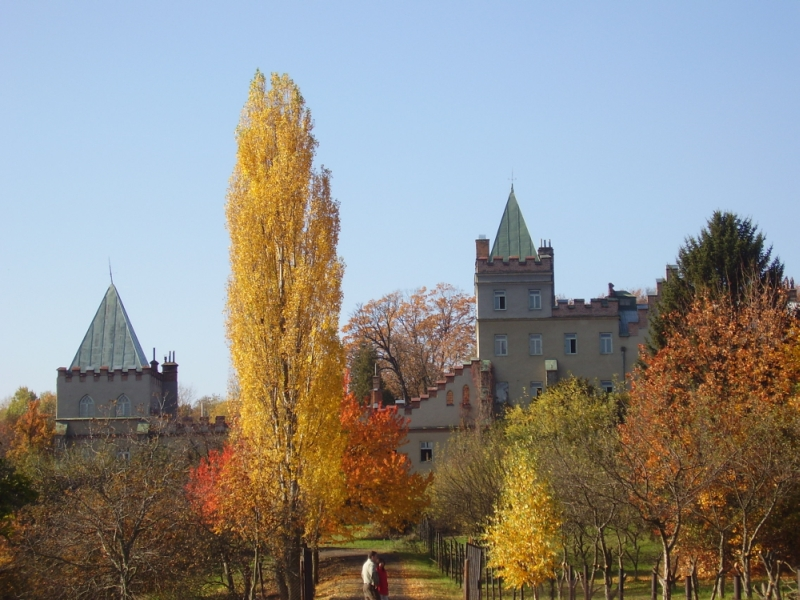
Zámek v Přemyslovicích

### Zámek a hrobka
Po roce 1825 postavil Karel Příza, majitel konického panství, letohrádek nazvaný Emercin. Ten v letech 1880–1883 přestavěl majitel velkostatku, brněnský továrník Edmund Bochner, do podoby novogotického zámku se dvěma věžemi a cimbuřím podle návrhu Augusta Prokopa. Ve smrkovém lese za zámkem dal postavit i rodinnou hrobku, v níž je pohřben. Vedla k ní překrásná široká mechová cesta pro jízdu kočárem. Nyní je zarostlá, les byl vykácen a znovu osázen borovicemi.
Potomci Edmunda Bochnera v zámku bydleli do roku 1951, kdy zde byla zřízena celostátní drůbežnická škola přemístěná z Jeseníku. Po spojení přemyslovické školy se Střední zemědělskou technickou školou v Prostějově patřila pod ředitelství v Prostějově a nakonec byla zrušena. Zámek sloužil krátkou dobu jako vzdělávací středisko a v letním období pro účely dětských táborů. V letech 1987–1989 se zde konaly i svatební hostiny. Po sametové revoluci v roce 1989 byl zámek předán původním majitelům, kteří jej prodali. Ve druhém desetiletí jednadvacátého století sloužila původní sýpka jako restaurační zařízení pod názvy „Zámecká restaurace U Daňka“ a „Emercin“. V současné době je pohostinství uzavřeno. Areál zámku je nepřístupný a využíván je jen k soukromým účelům. Většina zámeckých budov je zchátralá a na spadnutí. Lesy patřící k zámku jsou z větší části zdevastované. Zámecké rybníky jsou zanesené, bez ryb a bez jakékoliv údržby.

### Větřák
Při cestě od Prostějova upoutá pozornost větrný mlýn holandského typu z roku 1842, upravený v roce 1952 na obydlí. Mlel ještě v roce 1920. Mlýn byl původně dřevěný, po požáru v 90. letech 19. století zděný. Krátce po II. světové válce za bouře úderem blesku vyhořelo obytné stavení. Se vznikem JZD Přemyslovice přešel do rukou družstva. Částečně byl udržován památkovým úřadem. Po roce 1989 byl vráce dceřni původního majitele. Mlýn má jeden z nejzachovalejších interiérů na Hané.

## Pověst o založení
Na konickém panství byla dcera na vdávání. Při souboji o její ruku zabil Přemysl Bohuslava. Ze zoufalství utekl do lesů, kde se skrýval. Zde postavil milíře a začal pálit dřevěné uhlí. Za nějaký čas jel konický pán na lov za divokou zvěří a v lese zabloudil. Přemysl mu zachránil život, poznali se a pán mu odpustil. Na tomto místě vymýtili les a postavili tvrz a domky. Bylo to místo poblíž staré obchodní cesty zvané Konická. Vedla z královské Olomouce přes Náměšť a Strážiště ke Konici a dále k západu údolím úsobrnské brány do Čech. Tak byly na tomto místě založeny Přemyslovice.

## Sportovní zázemí

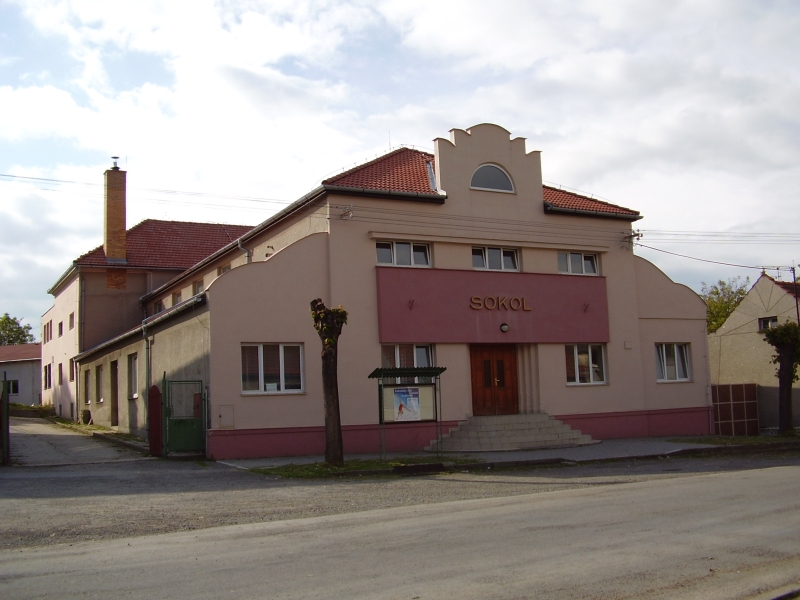
Sokolovna v Přemyslovicích

Na tzv. Dolním konci (který je od horního konce vzdálen asi 2 km) je fotbalové hřiště, u kterého je také nově vybudovaná čtyřdráhová kuželna, sokolovna, školní tělocvična a v současné době se ke škole přistavuje velká sportovní hala. Nejúspěšnější jsou Přemyslovičtí v kuželkách – hrají II. nejvyšší ligu.

## Doprava
Do Přemyslovic se lze dopravit přímými autobusovými linkami z Prostějova, Olomouce, Moravské Třebové, Svitav a Konice. Železnice obec míjí asi jen třemi kilometry v sousedním Stražisku a Ptení. Po ní se lze dostat do Prostějova, Konice a do Chornic na Svitavsku.

## Partnerská města
- Falkenheim, Německo

## Fotogalerie

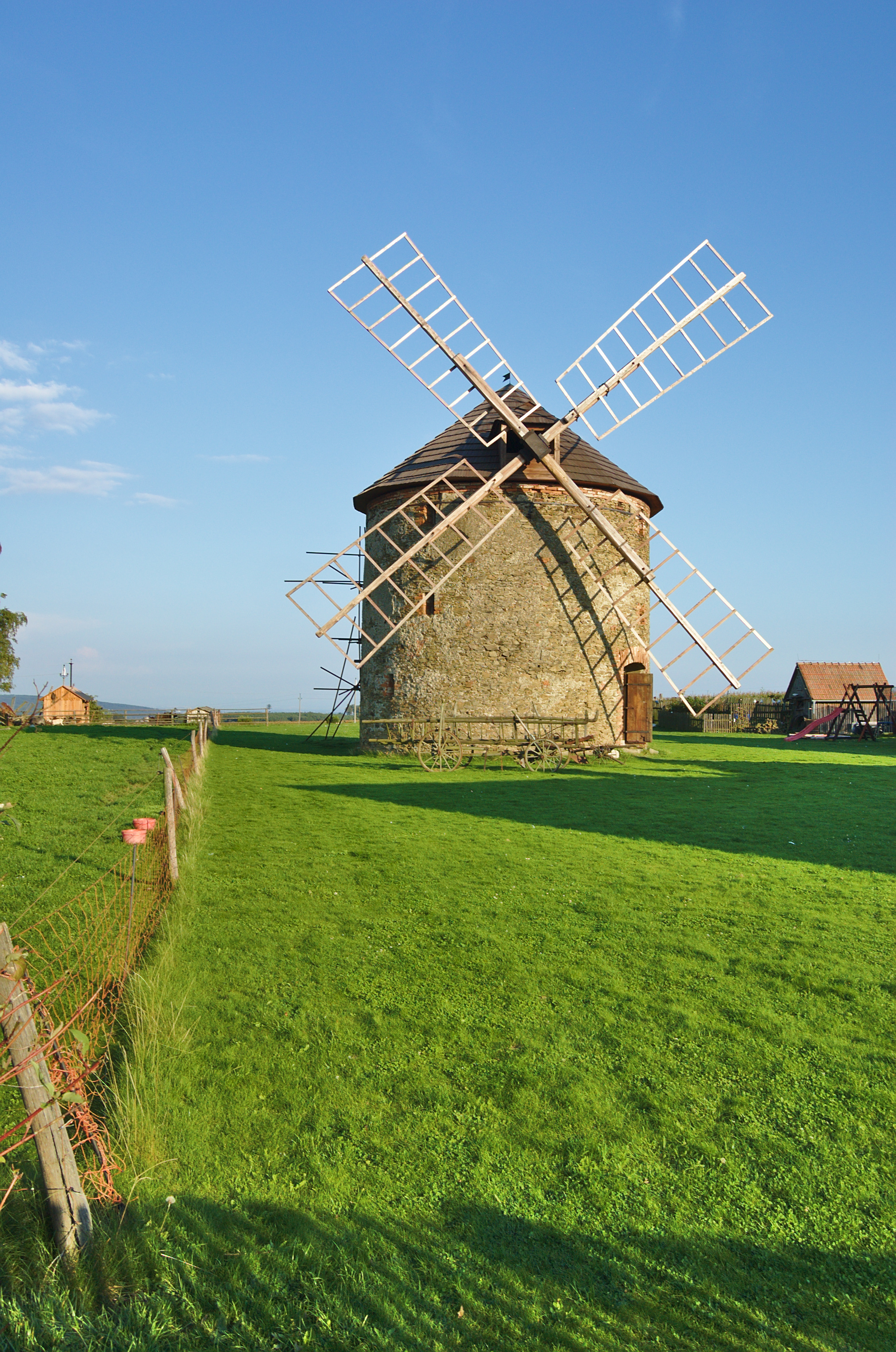
Větrný mlýn
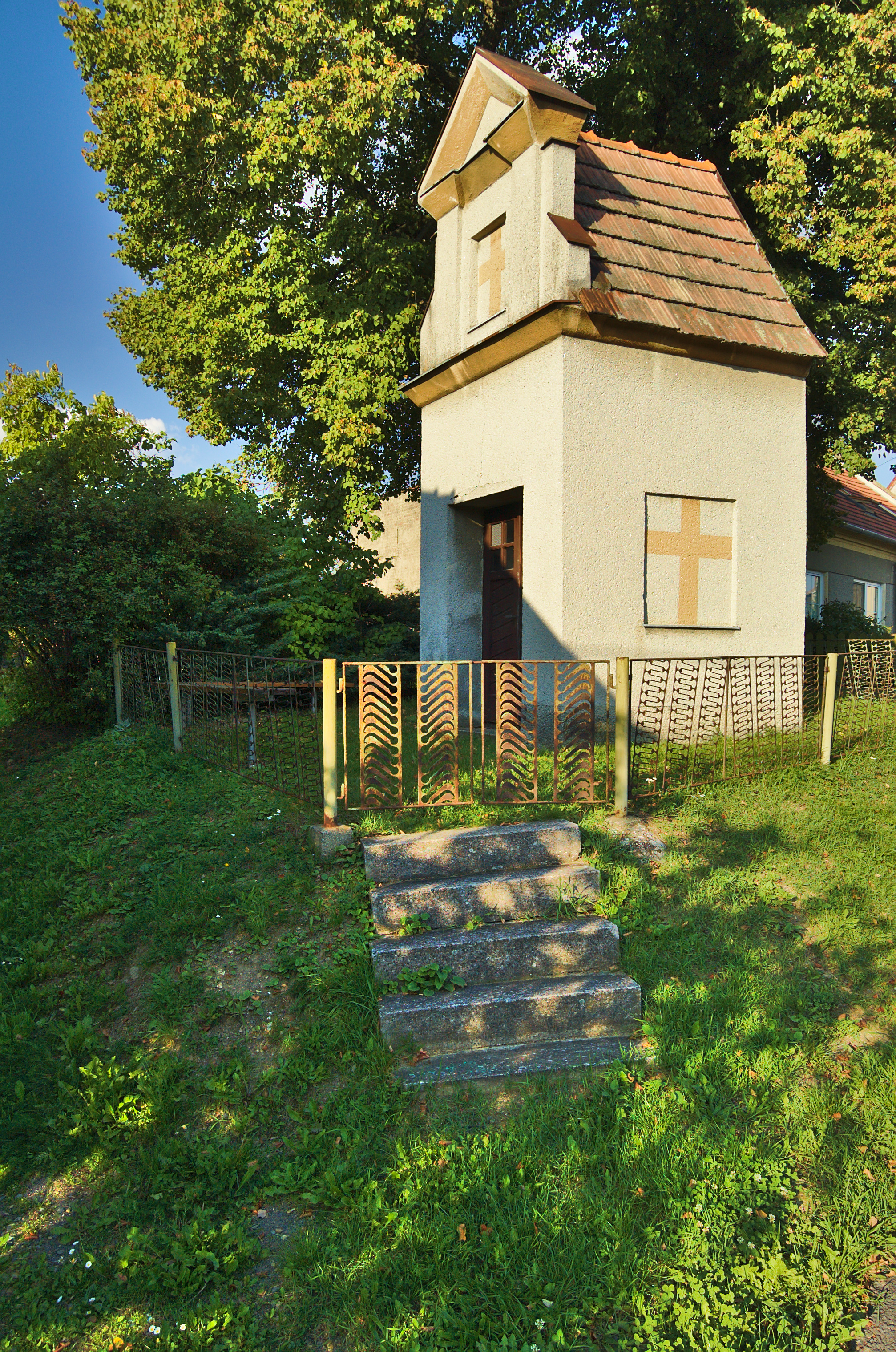
Kaplička svaté Barbory
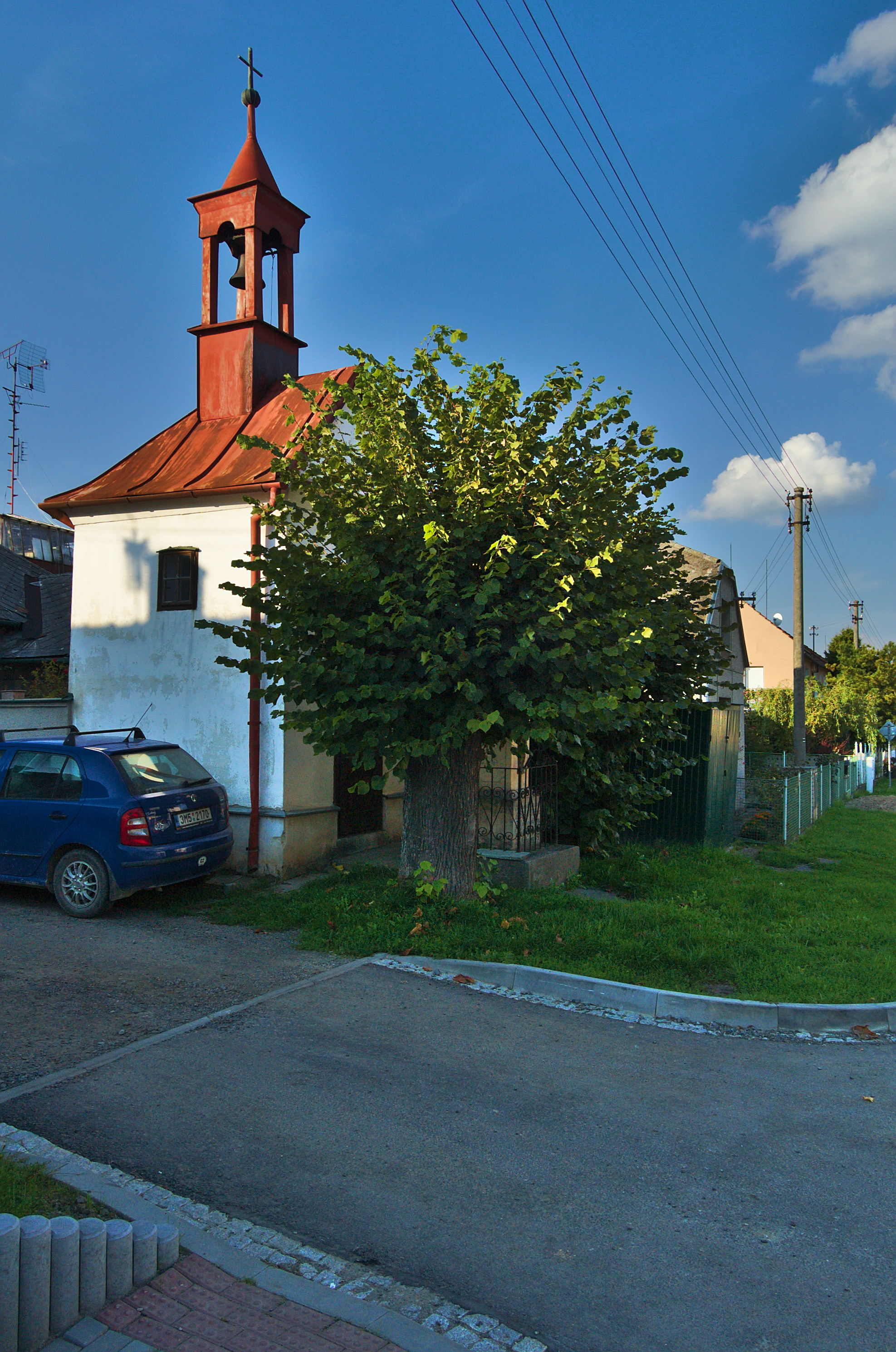
Kaplička svatého Floriána
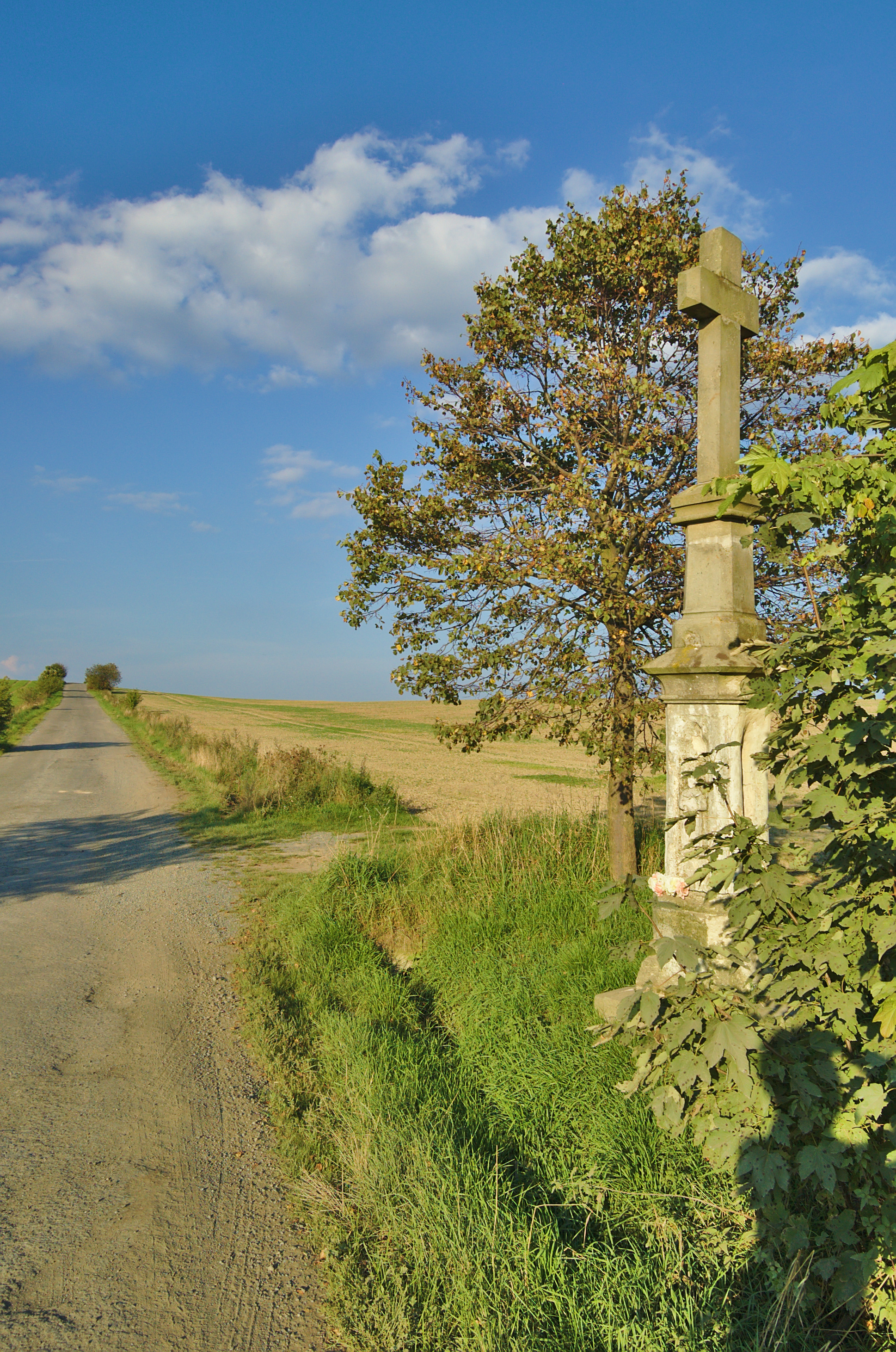
Kříž u křižovatky asfaltové cesty vedoucí kolem Strážné a odbočky ke kostelu
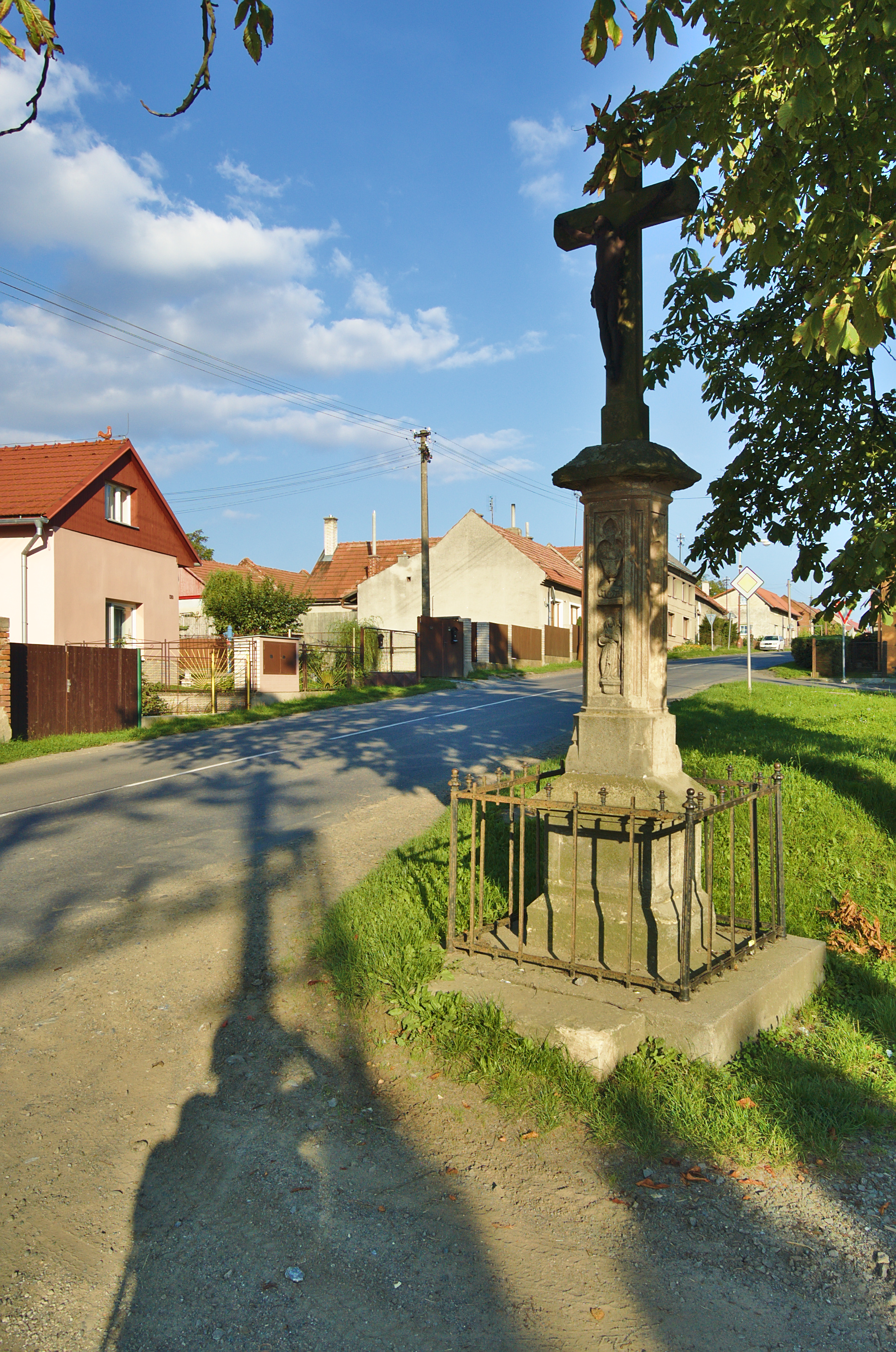
Kříž u hlavní silnice blízko obchodu
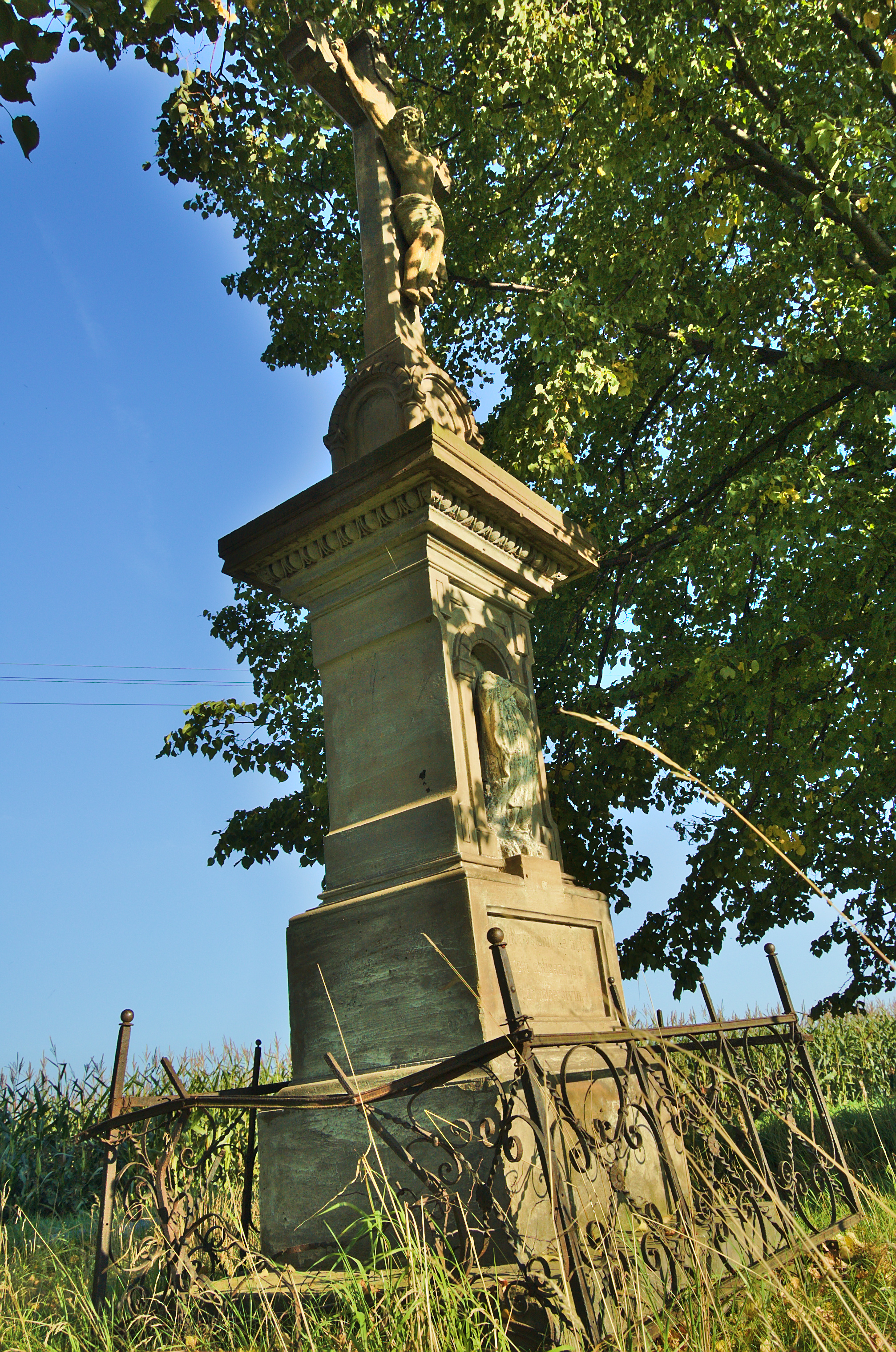
Kříž blízko větrného mlýna

### Podobné názvy
- Přemyslov